# Haniji
Haniji (怕尼芝 (Phạ Ni Chi) Haniji hay Haneji) là người sáng lập nên vương quốc Bắc Sơn (Hokuzan) trên đảo Okinawa, ông trị vì từ năm 1322 đến 1395.
Vào đầu thế kỷ 14, không có thực thể tập trung quyền lực chính trị trên đảo Okinawa mà chỉ có một liên minh lỏng lẻo giữa các tù trưởng, trong đó có Haniji với tư cách là một tù trưởng bộ lạc. Với vị thế là tù trưởng kế tục của Nakijin, Haniji đã tập hợp các tù trưởng nhỏ khác ở miền bắc đảo thành một liên minh do mình đứng đầu và lập nên thực thể vương quốc Bắc Sơn (Hokuzan) sau khi Tamagusuku trở thành tù trưởng đứng đầu toàn đảo. Tamagusuku thiếu uy tín và khả năng lãnh đạo để giành được sự ủng hộ của các tù trưởng và một số đã đi theo Haniji, trong khi đó, một số tù trưởng ở phía nam đã sát cánh bên Ofusato, tù trưởng Ozato và lập nên vương quốc Nam Sơn (Nanzan), khiến Tamagusuku chỉ còn kiểm soát được phần giữa của hòn đảo, và được gọi là vương quốc Trung Sơn (Chūzan).
Người ta không biết nhiều về cuộc đời của Haniji hay về thời trị vì của ông. Một dòng dõi quan lại trong triều đình Lưu Cầu sau này mang họ Haneji (羽地, âm Hán là Vũ Địa) có thể có tổ tiên là ông; người nổi tiếng nhất trong số đó là Shō Shōken (1617–1675), còn gọi là Haneji Chōshū.